# Prefijo del Segmento de Programa
El Prefijo del Segmento de Programa (PSP) es una estructura de datos usada en el sistema DOS para almacenar el estado de un programa, al cargar un programa.COM o.EXE esta estructura es creada en el segmento 00H mientras que el programa mismo en el 100H.
El PSP contiene distintos campos con una posición asignada a cada uno:  
| Campo  | Tamaño (en Bytes)     | Contenido :                                                          |
| ------ | --------------------- | -------------------------------------------------------------------- |
| 00-01H | 2                     | Instrucción de la INT 20H para el regreso a DOS.                     |
| 02-03H | 2                     | La dirección del segmento del último párrafo de la memoria asignada. |
| 04-09H | 6                     | Reservado por DOS.                                                   |
| 0A-0DH | 4                     | Dirección de terminación. (INT 22H)                                  |
| 0E-11H | Palabra (informática) | Dirección de salida. (INT 23H)                                       |
| 12-15H | Palabra (informática) | Dirección de salida de error crítico. (INT 24H)                      |
| 16-17H | 2                     | Reservado por DOS.                                                   |
| 18-2BH | 20                    | Tabla de trabajo por archivo.                                        |
| 2C-2DH | 2                     | Segmento del entorno del programa.                                   |
| 2E-31H | Palabra (informática) | Reservado por DOS.                                                   |
| 32-33H | 2                     | Longitud de la tabla de manejadores de archivos.                     |
| 34-37H | Palabra (informática) | Apuntador a la tabla de manejadores.                                 |
| 38-4FH | 24                    | Reservado por DOS.                                                   |
| 50-51H | 3                     | Llama la función del DOS (siempre contiene INT 21H + RETF).          |
| 52-5BH | 9                     | Reservado por DOS.                                                   |
| 5C-6BH | 16                    | Estándar no abierto FCB 1.                                           |
| 6C-7FH | 20                    | Estándar no abierto FCB 2.                                           |
| 80-FFH | 128                   | Búfer por omisión para un DTA.                                       |

- Datos: Q1756091